# ميخائيل باري
ميخائيل باري (16 مارس 1991 في نيوزيلندا - ) (بالإنجليزية: Michael Barry)‏ هو لاعب كريكت نيوزلندي. لعب مع فريق أوكلاند للكريكت ‏.

## وصلات خارجية
- ميخائيل باري على موقع إي آس بي آن كريك إنفو (الإنجليزية)